# Jardín Botánico de la Universidad de Calabria
El Jardín Botánico de la Universidad de Calabria (en italiano: Orto Botanico dell'Universita della Calabria o también Museo di Storia Naturale della Calabria e Orto Botanico) es un jardín botánico de 8 hectáreas de extensión, en Arcavacata di Rende, Italia. 
Presenta trabajos para la "International Agenda Registrant". 
Su código de reconocimiento internacional como institución botánica, así como las siglas de su herbario es CLU.

## Localización
Orto Botanico dell'Università della Calabria I-87030 Via Pietro Bucci loc. Polifunzionale Arcavacata di Rende, Provincia de Cosenza, Calabria, Italia.
Planos y vistas satelitales.39°17′43.0794″N 16°15′12.9594″E / 39.295299833, 16.253599833
- Promedio Anual de Lluvias: 1044 mm
- Altitud: 200.00 m s. n. m.

Está abierto todos los días del año en horario de la universidad.

## Historia
El jardín botánico fue creado en 1985, y está administrado por la Universidad de Calabria, siendo un recinto de conservación de especies indígenas amenazadas de la zona, así como un banco de germoplasma que se utiliza en las investigaciones de la universidad.

## Colecciones
Alberga más de 400 especies de plantas, incluyendo muchas de las nativas de Calabria, además de introducciones no locales. 
El jardín incluye dos invernaderos. El primero contiene plantas tales como Adiantum capillus-veneris, Cyperus papyrus, Pinguicula hirtiflora, Pteris cretica, Pteris vittata, y Woodwardia radicans. El segundo contiene plantas de humedales Acorus calamus, Marsilea strigosa, Menyanthes trifoliata, Osmunda regalis,etc.
- Flora de la zona de Calabria, Cistus salviifolius, Cyclamen hederifolium, Pinus halepensis, Pinus pinea, Arbutus unedo, Phillyrea media, Quercus suber, Quercus ilex, Quercus trojana, Quercus macrolepis, Quercus calliprinos, Quercus robur,
- Arboreto, la vegetación natural preponderante son robles sobre todo el Quercus pubescens, con plantaciones adicionales, incluyendo Q. coccifera, Q. farnetto, Q. macrolepis, y Q. pedunculata. Otros árboles incluye alisos, álamos, sauces, Liriodendron, Metasequoia, y Taxodium.
- Bosquete de bambú de Phyllostachys,
- Plantaciones de Equisetum telmateia, Ginkgo biloba, Osmunda regalis, Podocarpus, y Polypodium.

- Herbario con 23000 especímenes.